# Dżarrah al-Atiki
Dżarrah al-Atiki, Jarah Al Ateeqi, arab. جراح العتيقي (ur. 15 października 1981 w Kuwejcie) – kuwejcki piłkarz występujący na pozycji pomocnika. Obecnie jest zawodnikiem Al-Kuwait Kaifan.